# Monaster Sumela
Monaster Sumela (gr. Μονή Παναγίας Σουμελά – dosł. monaster Matki Bożej, tur. Sümela Manastırı) – nieczynny męski klasztor prawosławny w okolicach miasta Maçka w prowincji Trabzon, w Turcji, historycznie w jurysdykcji Patriarchatu Konstantynopolitańskiego. Nazwa wywodzi się z pontyjskiej odmiany języka greckiego i oznacza „Monastyr Przenajświętszej na górze Mela”.

## Historia
Według legendy klasztor został ufundowany w czasach panowania Teodozjusza Wielkiego, zaś przebudowany za rządów Justyniana Wielkiego z inicjatywy wodza wojskowego Belizariusza. Badania na terenie monasteru nie potwierdziły jednak, by jego istnienie sięgało opisywanych czasów. Pierwsze wzmianki o funkcjonującej wspólnocie pochodzą z epoki Komnenów, zaś zachowane do dziś (2011) obiekty powstały w niezależnym Cesarstwie Trapezuntu w XIII w. Wielkim dobroczyńcą monasteru był Aleksy III Komnen (1338–1390), który podobnie jak jego przodkowie przekazywał klasztorowi liczne dary, a następnie sfinansował jego całkowitą przebudowę. Syn Aleksego III Manuel III Wielki Komnen również wspierał obiekty sakralne w swoim państwie. Monaster Sumela otrzymał od niego krzyż z cząsteczką Krzyża Świętego. Klasztor przeżywał swoje największe lata rozkwitu za panowania Aleksego III Komnena i Michała Wielkiego Komnena (1284–1349).
Monaster funkcjonował w okresie Imperium Osmańskiego, był rozbudowywany i na przestrzeni wieków zgromadził znaczny majątek. Kolejni sułtanowie akceptowali przywileje klasztoru uzyskane w okresie bizantyjskim (podobnie jak w przypadku monasterów góry Athos oraz monasteru Świętej Katarzyny na Synaju) i W XVIII w. z inicjatywy arcybiskupa Ignacego w klasztorze wykonano nową dekorację malarską. W XIX stuleciu monaster, jako najważniejszy ośrodek życia religijnego Greków Anatolii, został przebudowany i otrzymywał od wiernych wiele cennych darów. Klasztor był również odwiedzany przez wielu podróżników z zagranicy, którzy pozostawili jego szczegółowe opisy.
Głównym przedmiotem kultu w klasztorze była ikona Matki Bożej, uważana za cudotwórczą. Według legendy wizerunek ten był dziełem św. Łukasza i po jego śmierci trafił do Aten, zaś w IV wieku został cudownie przeniesiony przez anioły na wskazane przez Matkę Bożą miejsce. Tam ikonę odnaleźli pustelnicy Sofroniusz i Barnaba, którzy następnie założyli męski monaster. Najprawdopodobniej ciemna barwa twarzy Matki Bożej mogła stać się przyczyną, dla której wzgórze, gdzie wznosi się monaster, nazwano Czarną Górą. Według opisu Fallmerayera z 1840 roku mnisi z monasteru Sumela podróżowali z kopiami ikony nie tylko po terytorium Turcji, ale i na Kaukaz i do Rosji, sprzedając je i w ten sposób zarabiając pieniądze na potrzeby klasztoru. Klasztor określany był jako „Monte Cassino wschodu”.
W wyniku wojny grecko-tureckiej w latach 1919–1922, przegranej przez Grecję, Grecy z Anatolii i Pontu musieli opuścić te tereny w ramach wymiany ludności między Grecją i Turcją. W 1923 mnisi z monasteru Sumela opuścili jego zabudowania, przenosząc się do klasztoru na terenie Grecji. Opuszczone obiekty stopniowo niszczały. Jedynie jedna ze świątyń została zaadaptowana na muzeum. Ikona Przenajświętszej z Sumeli stanowi teraz cel masowych pielgrzymek do miejscowości Kastania (gr. Καστανιά της Βέροιας, Καστανιά Ημαθίας), w pobliżu greckiego, macedońskiego miasta Weria.
15 sierpnia 2010, w dniu święta Zaśnięcia Matki Bożej, za zgodą władz tureckich na terenie monasteru odbyła się pierwsza od 1923 prawosławna Święta Liturgia, którą odprawił patriarcha konstantynopolitański Bartłomiej.
W 2000 klasztor został wpisany na turecką listę informacyjną UNESCO – listę obiektów, które Turcja zamierza rozpatrzyć do zgłoszenia do wpisu na listę światowego dziedzictwa UNESCO.